# 공성경
공성경(1971년 4월 30일~)은 창조한국당의 전대표최고위원이다. 중앙대학교 행정학과 학사와 석사를 졸업했으며, 중앙대학교 대학원 행정학 박사를 수료했다. 참여연대에서 시민운동을 하다가 창조한국당에서 직능본부 실장, 시민사회국 팀장, 사법투쟁 집행위원회 대외정책국장, 사람희망정책연구소 연구위원, 문국현의원 비서관을 역임했다. 2010년 5월 16일 창조한국당 전국대의원대회에서 최다득표로 대표최고위원에 선출되었다.

## 역대 선거 결과
|  | 1.09% |

|  | 0.43% |

## 같이 보기
- 창조한국당

| 전임 (권한대행)송영오 | 제2대 창조한국당 대표 2010년 5월 16일~2011년 10월 31일 | 후임 한면희 |